# 중화인민공화국의 인터넷 검열

중화인민공화국의 인터넷 검열(中華人民共和國 - 檢閱, 영어: Internet censorship in China)은 다양한 법 및 관리적 규제로 인해 극심한 편이다. 60개 이상의 인터넷 규제가 중국 정부에 의해 만들어졌으며 국가 소유 ISP, 기업, 단체의 시도지부에 의해 구현되고 있다. 중국 인터넷 통제 기관은 전 세계에서 가장 진보화된 것으로 평가된다. 정부 기관은 웹사이트의 내용을 차단할 뿐 아니라 개개인의 인터넷 접속도 감시하는데 이를 두고 만리방화벽이라는 별명이 생겼다.
2015년 5월 이후로 중국어 위키백과는 중국에서 차단되었다. 이는 위키백과가 HTTPS 암호화를 사용하기 시작한 이후 선별적인 검열이 불가능하거나 더 어려워짐에 따라 조치가 이루어졌다.

## 같이 보기
- 금순공정
- 중화인민공화국에서 차단된 웹사이트 목록